# Kgalagadi Transfrontier Park
Het Kgalagadi Transfrontier Park is een grensoverschrijdend natuurpark in Zuidelijk Afrika. Het park ligt op de grens tussen Botswana en Zuid-Afrika en omvat twee aanliggende nationale parken:
- Gemsbok National Park in Botswana
- Kalahari Gemsbok National Park in Zuid-Afrika

Het park heeft een totale oppervlakte van ongeveer 38.000 km², waarvan ongeveer twee derde in Botswana ligt en een derde in Zuid-Afrika. Kgalagadi betekent "plaats van dorst" en komt uit het Tswana, dat in de regio gesproken wordt.

## Locatie en terrein
Het park ligt grotendeels in de zuidelijke Kalahari. Het terrein bestaat uit rode duinen, schaarse vegetatie, enkele bomen en de droge rivierbeddingen van de Nossob en de Auob. Er wordt beweerd dat deze rivieren ongeveer eens per eeuw stromen. Er stroomt echter wel water ondergronds, om zo leven te bieden aan gras en kameeldoorns in de beddingen. De rivieren kunnen kort stromen na grote donderstormen.

## Fauna
Met meer dan 470 gedocumenteerde soorten heeft een park een rijke biodiversiteit van dieren, waaronder leeuw, jachtluipaard, Afrikaanse luipaard, gevlekte hyena en bruine hyena. Kleinere zoogdieren, zoals Afrikaanse wilde kat, grootoorvos, Kaapse vos, zadeljakhals, caracal, genet, honingdas, stokstaartje en mangoesten komen ook in het park voor. Door het park trekken kuddes van grote hoefdieren, zoals blauwe gnoe, gemsbok, springbok, steenbokantilope, zuidelijke giraffe, elandantilope, grote koedoe, knobbelzwijn, klipspringer en Kaaps hartenbeest.
In het park leven meer dan 200 vogelsoorten, inclusief struisvogel, trappen, watervogels, ooievaars, zangvogels en ongeveer 30 soorten roofvogels. Meer dan 30 soorten reptielen en amfibieën, waaronder giftige slangen als Kaapse cobra, gehoornde pofadder, gewone pofadder en zwarte mamba. Daarnaast leven er ook pelomedusa's, panterschildpad, stekelrandlandschildpad, verschillende soorten agamen, gekko's en skinken en Afrikaanse stierkikker.
Sinds 2005 is het park een Lion Conservation Unit en een belangrijke locatie voor leeuwen in Zuidelijk Afrika.

### Important Bird Area
Zowel het Zuid-Afrikaanse als het Botswaanse deel van het park zijn door BirdLife International aangewezen als Important Bird Area. Dit gebied is als zodanig aangewezen vanwege de betekenis van het gebied voor bont zandhoen, gebandeerde savannezanger, grote glansspreeuw, kalahariwaaierstaart en de republikeinwever.

## Weer
Het weer in de Kalahari kan extremen bereiken. Januari is in het midden van de zomer in zuidelijk Afrika en de dagtemperaturen komen vaak boven de 40 °C uit. De winternachten kunnen behoorlijk koud zijn, met temperaturen onder het vriespunt. Er zijn extreme temperaturen gemeten van -11 °C tot 45 °C. Er valt weinig neerslag in dit woestijngebied.

## Faciliteiten

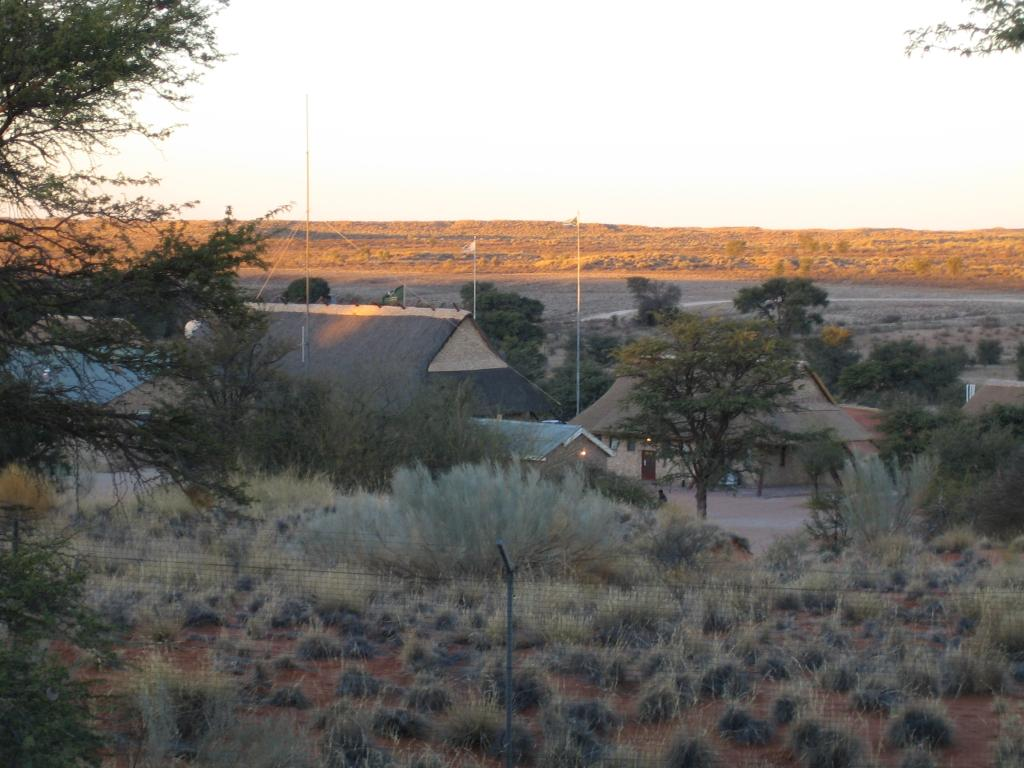
Het kamp "Twee Rivieren"

Het park heeft drie traditionele toeristenlodges die “rest camps” worden genoemd. Dit zijn volledig uitgeruste lodges met voorzieningen als airconditioning, winkels en zwembaden. Er zijn ook zes wilderniskampen in het park. De wilderniskampen bieden niet veel meer dan onderdak en waswater; bezoekers moeten zelf voor hun eten, drinkwater en brandhout zorgen.

## Geschiedenis
Het Kalahari Gemsbok National Park in Zuid-Afrika werd op 31 juli 1931 opgericht, voornamelijk om het migrerende wild, met name de gemsbok, te beschermen tegen stroperij. In 1948 werd een informele mondelinge overeenkomst gesloten tussen het toenmalige Protectoraat Beetsjoeanaland en de Unie van Zuid-Afrika om een natuurreservaat in te stellen in de aangrenzende gebieden van de twee landen. In juni 1992 richtten vertegenwoordigers van de South African National Parks Board en het Department of Wildlife and National Parks van Botswana een gezamenlijk beheercomité op om het gebied als één ecologische eenheid te beheren.
In 1997 werd een beheerplan opgesteld, herzien en goedgekeurd. De partijen kwamen overeen samen te werken op het gebied van toerisme en de entreegelden voor het park gelijk te verdelen. Op 7 april 1999 ondertekenden Botswana en Zuid-Afrika een historische bilaterale overeenkomst waarbij beide landen zich ertoe verbonden hun aangrenzende nationale parken, het Gemsbok National Park in Botswana en het Kalahari Gemsbok National Park in Zuid-Afrika, als één ecologische eenheid te beheren. De grens tussen de twee parken had geen fysieke barrières, hoewel het ook de internationale grens tussen de twee landen is. Dit maakte vrij verkeer van dieren mogelijk. Op 12 mei 2000 lanceerden president Festus Mogae van Botswana en president Thabo Mbeki van Zuid-Afrika formeel het eerste vredespark van zuidelijk Afrika, het Kgalagadi Transfrontier Park.

## Cultural preservation and establishment of !Xaus Lodge
In oktober 2002 hebben de regeringen 580 km² gereserveerd voor het gebruik door de inheemse bevolking, de Khomani San en Mier gemeenschappen. Dit werd verdeeld tussen 277,69 km² voor de Sangemeenschap en 301,34 km² voor de Miergemeenschap. Het South African National Parks (SANParks) beheert het land op contractbasis. Dit land kreeg de naam !Ae!Hai Heritage Park. De overeenkomst bepaalde ook dat de gemeenschappen fondsen zouden ontvangen voor de bouw van een toeristische faciliteit. De lodge kreeg de naam !Xaus Lodge (wat 'hart' betekent in de lokale taal) en wordt namens de gemeenschappen ‡Khomani San en Mier commercieel beheerd door Transfrontier Parks Destinations.
Dankzij het bestaan van de !Xaus Lodge kunnen de culturele gebruiken van de ‡Khomani San op een aantal manieren worden voortgezet. Het culturele dorp bij de lodge stelt de lokale bevolking in staat om hun ambachten te maken en te verkopen. Dit is zowel een manier voor hen om de cultuur van de historische ‡Khomani San na te bootsen en te herinneren, als een manier voor hen om de veranderingen in die cultuur uit te drukken. Het !Ae!Hai Heritage Park is ook uitgeroepen tot het eerste International Dark Sky Sanctuary in Afrika door de International Dark Sky Association.

## Fracking
In december 2015 werd in de media gemeld dat de regering van Botswana stilletjes de rechten had verkocht voor fracking naar schaliegas in het Kgalagadi Transfrontier Park. Volgens berichten zou de regering prospectielicenties hebben verleend voor 29.291 km², 34.435 km² en 23.980 km² (meer dan de helft van het Botswaanse deel van het park) aan een in het Verenigd Koninkrijk genoteerd bedrijf met de naam “Nodding Donkey”. De verkoop werd destijds niet gemeld. In november 2015 veranderde het bedrijf zijn naam in “Karoo Energy”. In februari 2016 weerlegde Botswana's Ministerie van Milieu, Wildlife en Toerisme deze berichten met de woorden: “Er zijn ook geen licenties voor fracking in de KTP” en “geen intentie om goedkeuringen te geven voor fracking in de KTP of enig ander nationaal park of nationaal wildreservaat waar dan ook in Botswana”.

## Galerij

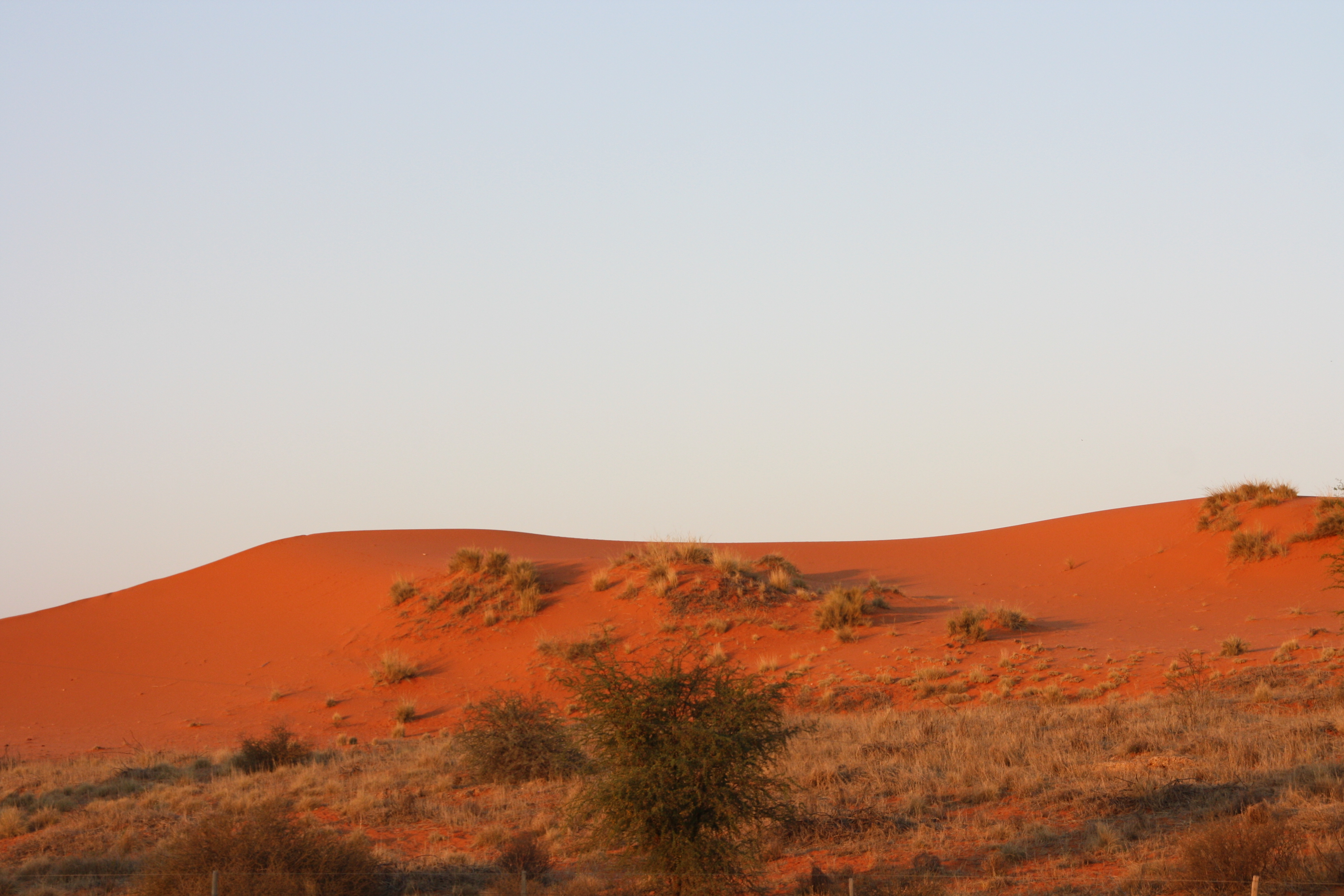
Rode duinen in de Kgalagadi-Kalahari
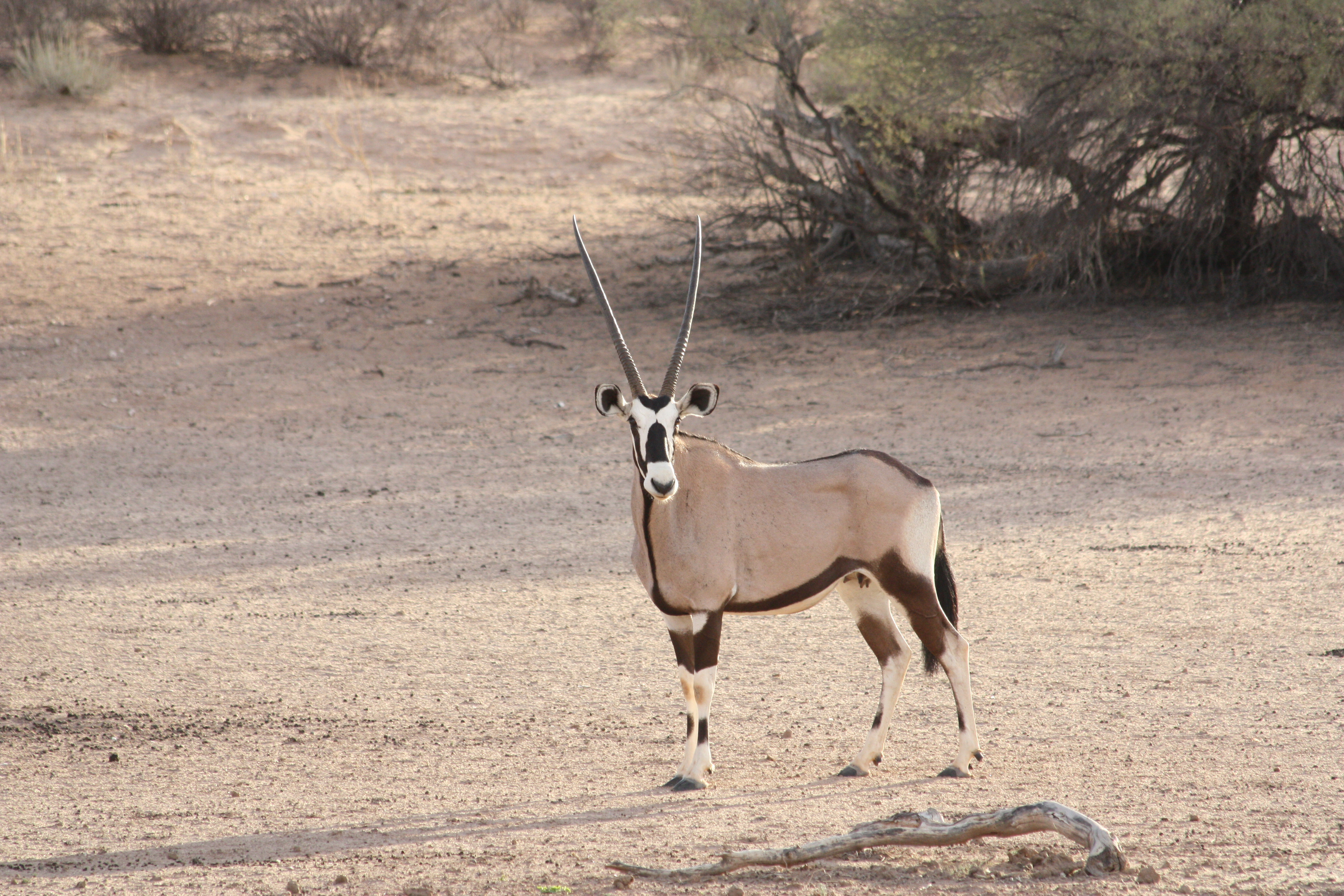
De gemsbok, waar de originele parken naar vernoemd zijn, staand in een droge rivierbedding
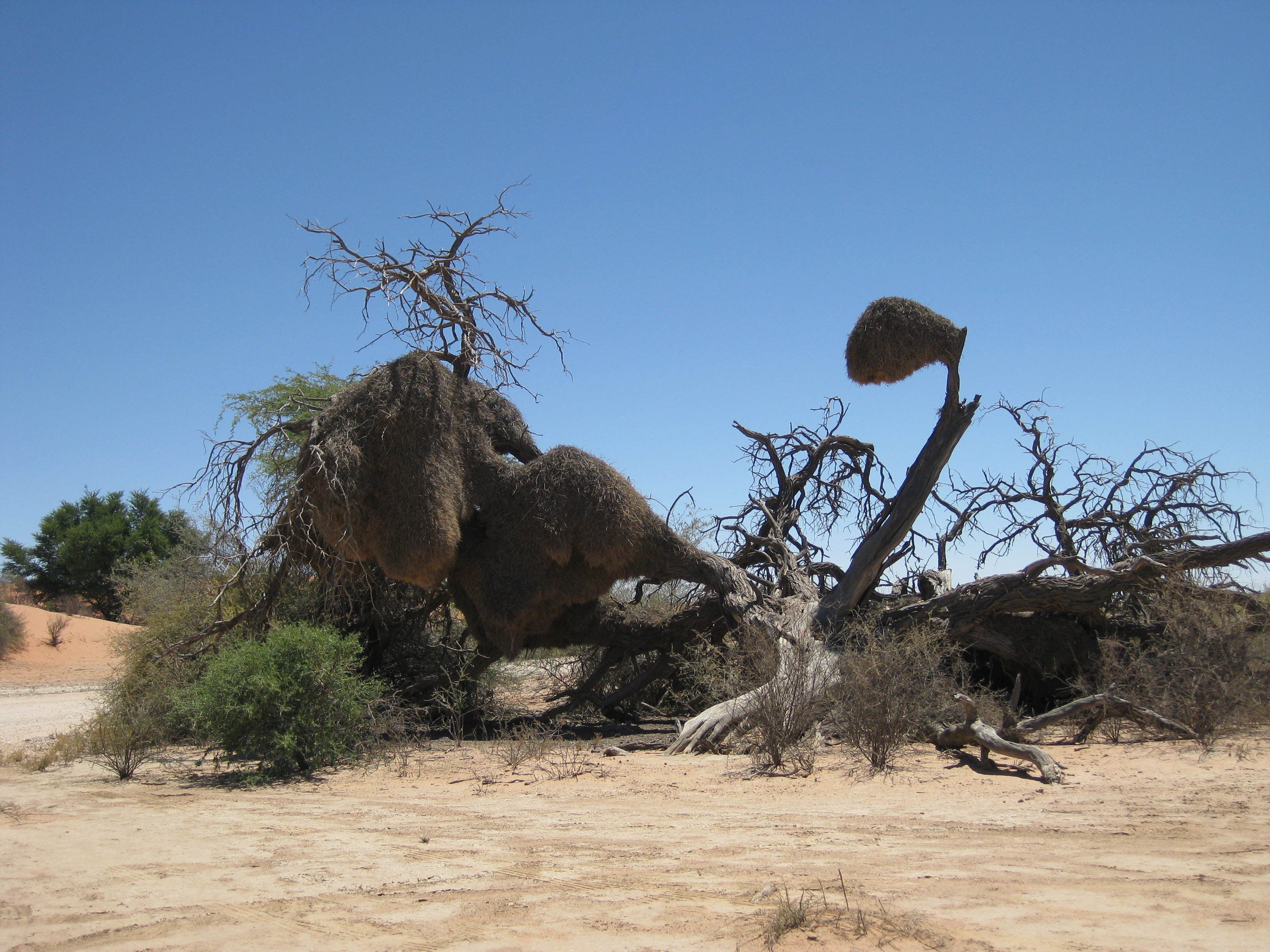
Wevernesten
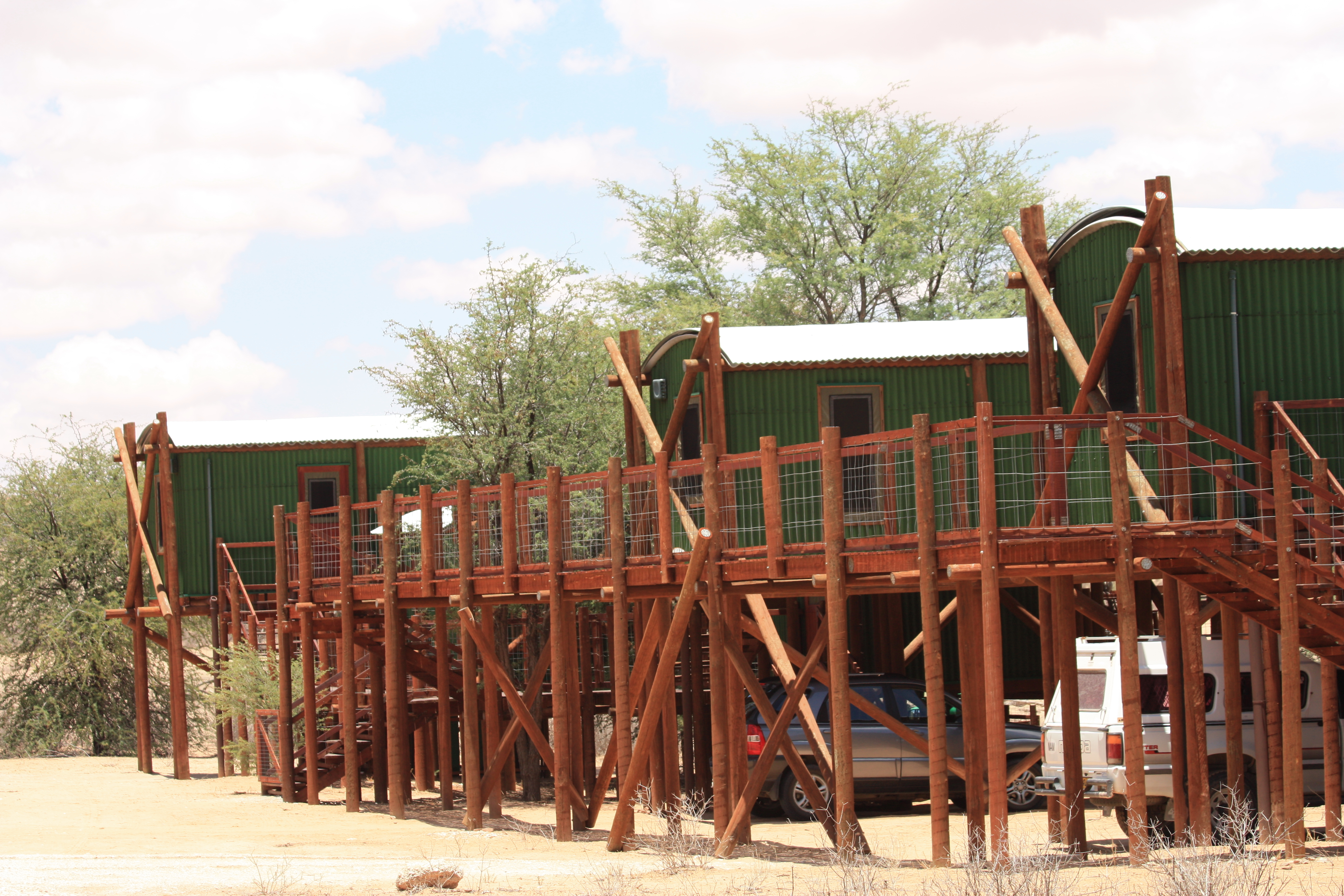
Urikaruus Camp
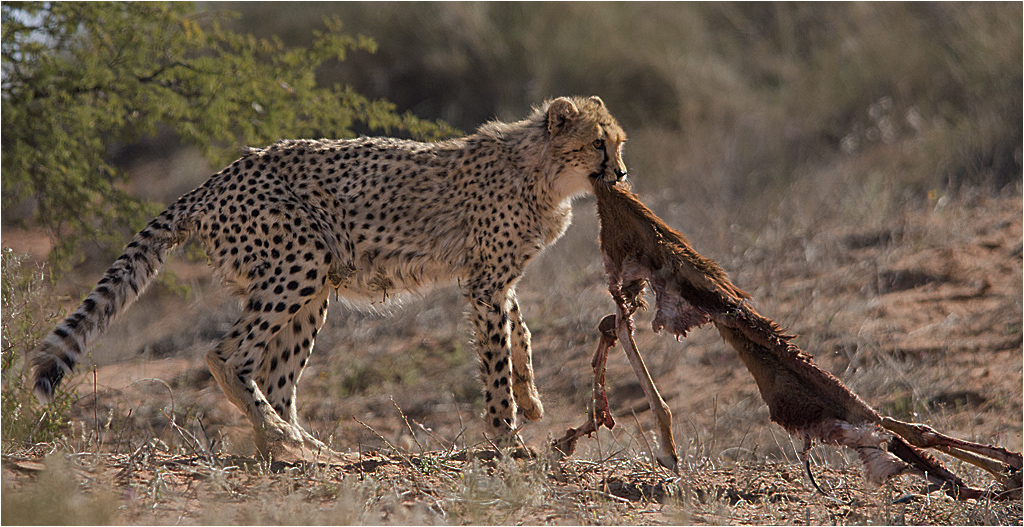
Een Zuid-Afrikaans jachtluipaard met een karkas
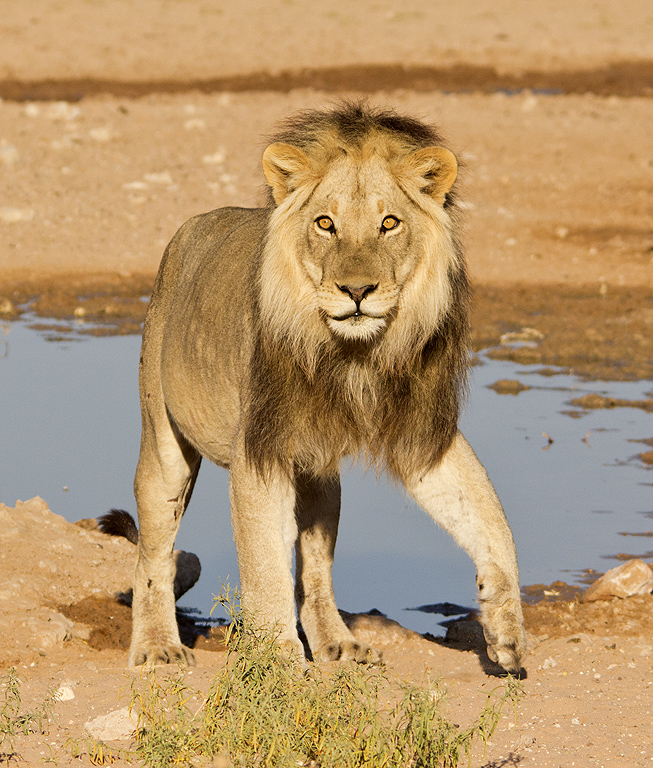
Een mannelijke leeuw bij een waterpoel
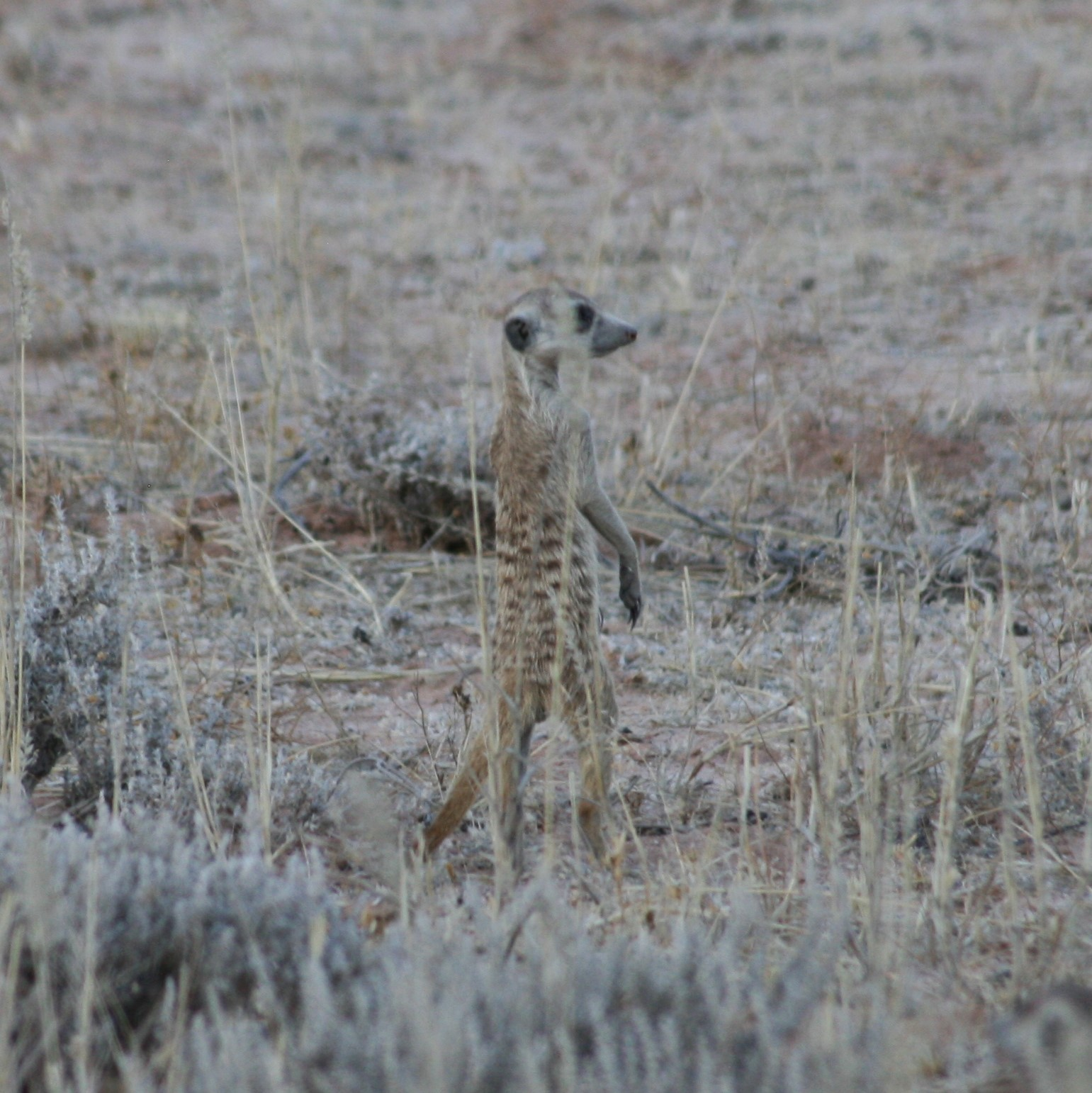
Stokstaartje
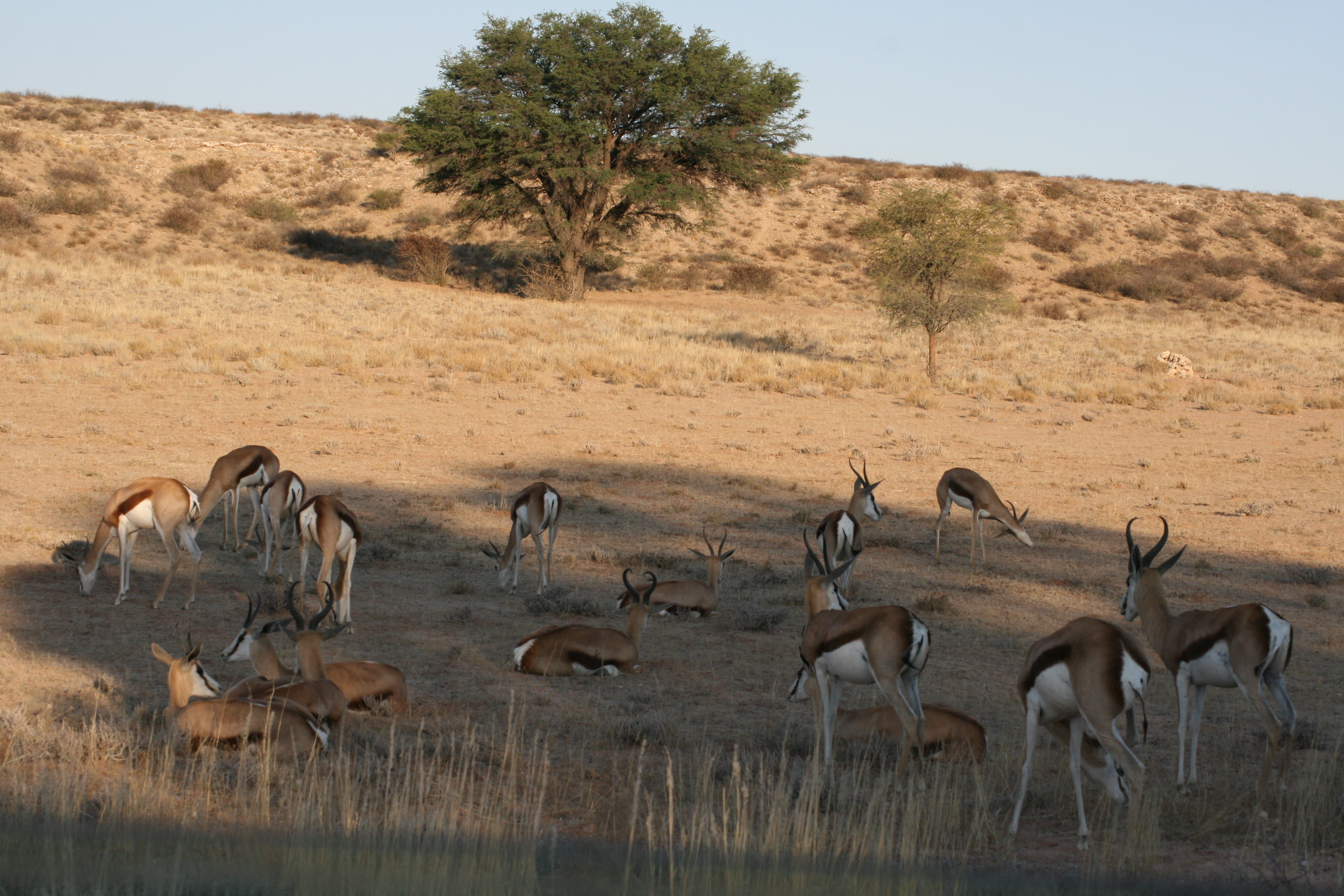
Kudde springbokken

Addo Elephant ·
Agulhas ·
Ai-Ais/Richtersveld ·
Augrabies ·
Bergkwagga/Mountain Zebra ·
Bontebok ·
Tuinroete ·
Golden Gate Hoogland ·
Kamdeboo ·
Karoo ·
Kgalagadi ·
Kruger ·
Mapungubwe ·
Marakele ·
Meerkat ·
Mokala ·
Namakwa ·
Tafelberg ·
Tankwa Karoo ·
Weskus